# Аді Налич
Аді Налич (босн. Adi Nalić, нар. 1 грудня 1997, Сельвесборг, Швеція) — боснійський футболіст, нападник шведського клубу «Гаммарбю» та національної збірної Боснії і Герцеговини.

## Клубна кар'єра
Аді Налич народився у шведському містечку Сельвесборг і грати у футбол починав у місцевому клубі аматорського рівня. У 15 років Налич протягом кількох тижнів тренувався у складі італійських клубів «Фіорентина» та «Мілан», а також у німецькому «Штутгарті». «Мілан» готовий був рідписати з гравцем контракт але сам Налич відмовмвся переїзджати до іншої країни. В результаті свою кар'єру Налич продовжив у молодіжній команді шведського «М'єльбю». У 2016 році Налич був переведений у першу команду клубу.
Але по закінченню сезону футболіст підписав однорічний контракт з клубом Першого дивізіону «Ландскруною». За результатами сезону «Ландскруна» виграла турнір і підвищилась до Супереттан. В кінці сезону контракт гравця з клубом добіг кінця і Налич покинув розташування команди.
Вже в листопада 2018 року Налич підписав чотирирічний контракт з клубом Аллсвенскан «Мальме» і в лютому 2019 року дебютував у новій команді. Не маючи достатньо ігрової практики, наступний сезон боснієць провів в оренді у клубі «Ескільстуна». Саме в цій команді Наліч зіграв свій перший матч в Аллсвенскан.
Наступний сезон Аді Налич проводив вже як гравець основи «Мальме», у складі якого виграв чемпіонат країни. На початку 2021 року у клуб прийшло кілька нових форвардів і боснієць був близький до того, щоб залишити клуб. Але тренерський штаб виразив довіру до гравця і Налич залишився в клубі.

## Збірна
В кінці травня 2021 року Аді Налич був викликаний до розташування національної збірної Боснії і Герцеговини і 2 червня у товариському матчі проти команди Чорногорії дебютував у національній команді.

## Статистика виступів

### Статистика виступів за збірну
Станом на 29 березня 2022 року
| Дата       | Місто   | Господарі            | Результат | Гості                | Турнір            | Голи | Примітки |
| ---------- | ------- | -------------------- | --------- | -------------------- | ----------------- | ---- | -------- |
| 2-6-2021   | Сараєво | Боснія і Герцеговина | 0 – 0     | Чорногорія           | товариський матч  | -    | 84'      |
| 6-6-2021   | Бреннбю | Данія                | 2 – 0     | Боснія і Герцеговина | товариський матч  | -    | 53'      |
| 4-9-2021   | Зениця  | Боснія і Герцеговина | 1 – 0     | Кувейт               | товариський матч  | -    |          |
| 7-9-2021   | Зениця  | Боснія і Герцеговина | 2 – 2     | Казахстан            | Відбір до ЧС 2022 | -    | 54'      |
| 9-10-2021  | Астана  | Казахстан            | 0 – 2     | Боснія і Герцеговина | Відбір до ЧС 2022 | -    | 62'      |
| 12-10-2021 | Львів   | Україна              | 1 – 1     | Боснія і Герцеговина | Відбір до ЧС 2022 | -    | 58'      |
| 16-11-2021 | Зениця  | Боснія і Герцеговина | 0 – 2     | Україна              | Відбір до ЧС 2022 | -    | 71'      |
| 29-3-2022  | Зениця  | Боснія і Герцеговина | 1 – 0     | Люксембург           | товариський матч  | -    | 66'      |
| Усього     |         | Матчів               | 8         |                      | Голів             | 0    |          |

## Титули і досягнення
- Чемпіон Швеції (2):

«Мальме»: 2020, 2021
- Володар Кубка Швеції (1):

«Мальме»: 2021-22

## Особисте життя
Дідусь Аді — Месуд Налич, колишній футболіст, захищав кольори боснійського клубу «Слобода» з Тузли. Батько — Златан Налич також грав у футбол за югославські, грецькі та шведські клуби.